# 米蘭–聖雷莫
米蘭 – 聖雷莫，春季古典賽，是知名的年度單日公路單車運動賽事，為UCI世界巡迴賽中五大古典賽的第一站，總里程也是最長，達 298 km。
賽事在米蘭及聖雷莫兩地間舉辦，首屆比賽在1907年，當時由法國選手呂西安·小布列塔尼拿下冠軍。比利時選手艾迪·莫克斯拿到最多的七次冠軍(1966,1967,1969,1971,1972,1975,1976)。

## 外部連結
- 官方网站